# Dominicantes i communicantes w Polsce
Z inicjatywy Instytutu Statystyki Kościoła Katolickiego SAC im. Witolda Zdaniewicza prowadzone jest we wszystkich parafiach katolickich w Polsce pełne badanie statystyczne religijnych praktyk niedzielnych Polaków. Metodologię badania opracowali ks. prof. Witold Zdaniewicz oraz dr Lucjan Adamczuk. Badanie realizowane jest we współpracy z Konferencją Episkopatu Polski dorocznie od 1980 r. Badania pilotażowe przeprowadzano już w latach 1978 i 1979.  

## Metodologia badań
Wskaźnik communicantes oblicza się jako odsetek katolików przyjmujących Komunię św. w trakcie niedzielnej Eucharystii w odniesieniu do ogólnej liczby zobowiązanych. Badanie przeprowadzane jest co roku w parafiach katolickich w Polsce, najnowsze dane opublikowano dnia 19 grudnia 2023 r., a obejmują one rok 2022. 
Wskaźnik dominicantes oblicza się jako odsetek katolików uczęszczających na niedzielną Eucharystię w odniesieniu do ogólnej liczby zobowiązanych. Poniższe obliczenia opierają się na badaniu przeprowadzonym w dniu 21 października 2018 r. w parafiach katolickich w Polsce. Ponieważ wśród osób uczestniczących w niedzielnej mszy św. jest zawsze grupa wiernych, która przystępuje również do Komunii Świętej, jest możliwość ustalenia drugiego wskaźnika religijności: jest to liczba tych wiernych odniesiona do liczby zobowiązanych, co wyrażone w odsetkach daje wskaźnik communicantes.
Termin zobowiązani obejmuje katolików powyżej siódmego roku życia z wyłączeniem osób obłożnie chorych oraz osób starszych o ograniczonych możliwościach poruszania. Liczbę zobowiązanych wiernych określono na 82% wszystkich katolików. W przypadku gdy za wiernych uzna się osoby ochrzczone w Kościele Rzymskokatolickim, zgodnie z Rocznikiem Statystycznym z 2018, stanowią one 85,63% społeczeństwa. W rezultacie osoby zobowiązane stanowią zaledwie 70,22% całego społeczeństwa. Uwzględniając te wartości, wskaźniki dominicantes i communicantes z 2021 w odniesieniu do ogólnej liczby ludności reprezentują odpowiednio 19,87% oraz 9,05% całego społeczeństwa.
Badania wskaźników religijności przeprowadza się raz w roku w wybraną niedzielę października lub listopada. Instytut Statystyki Kościoła Katolickiego SAC przekazuje parafiom, poprzez kurie diecezjalne, kwestionariusz, który powinien być wypełniony dla wszystkich ośrodków sakralnych na terenie parafii. Za zorganizowanie i przeprowadzenie badań odpowiedzialny jest, zgodnie z instrukcją, proboszcz. Organizuje on ekipy osób liczących, które we wszystkich wejściach do świątyni zliczają wiernych, przybywających na każdą mszę niedzielną. Ponadto, do kwestionariusza wpisuje się ogólną liczbę wiernych w parafii w celu określenia na jej podstawie liczby zobowiązanych do uczestnictwa w mszy św. niedzielnej, oraz liczbę przystępujących do Komunii Świętej. 
Dane nie mają charakteru subiektywnego i są niezależne od opinii proboszcza. Kwestionariusze wypełnione w parafiach trafiają poprzez kurie do Instytutu. Dla określenia wiarygodności uzyskiwanych w ten sposób danych, Instytut przeprowadza badania kontrolne w wybranych parafiach, niezależnie od proboszcza.
Badania religijności i częstości praktyk religijnych przeprowadza też Centrum Badania Opinii Społecznej. Wyniki podawane przez CBOS wykazują stabilność religijności i praktyk w ciągu ostatnich 20 lat, ale są to badania deklaracji ankietowanych osób. Badania kościelne nie są wykonywane przez zawodowych socjologów (poza opracowaniem danych), ale dotyczą nie deklaracji, lecz zachowań i są prowadzone na całej populacji, a nie tylko reprezentatywnej próbce.
Oprócz dominicantes i communicantes, w niektórych rocznikach statystycznych ISKK załączał również wskaźnik participantes, osób angażujących się w działalność wspólnot i organizacji parafialnych.

## Wyniki badań

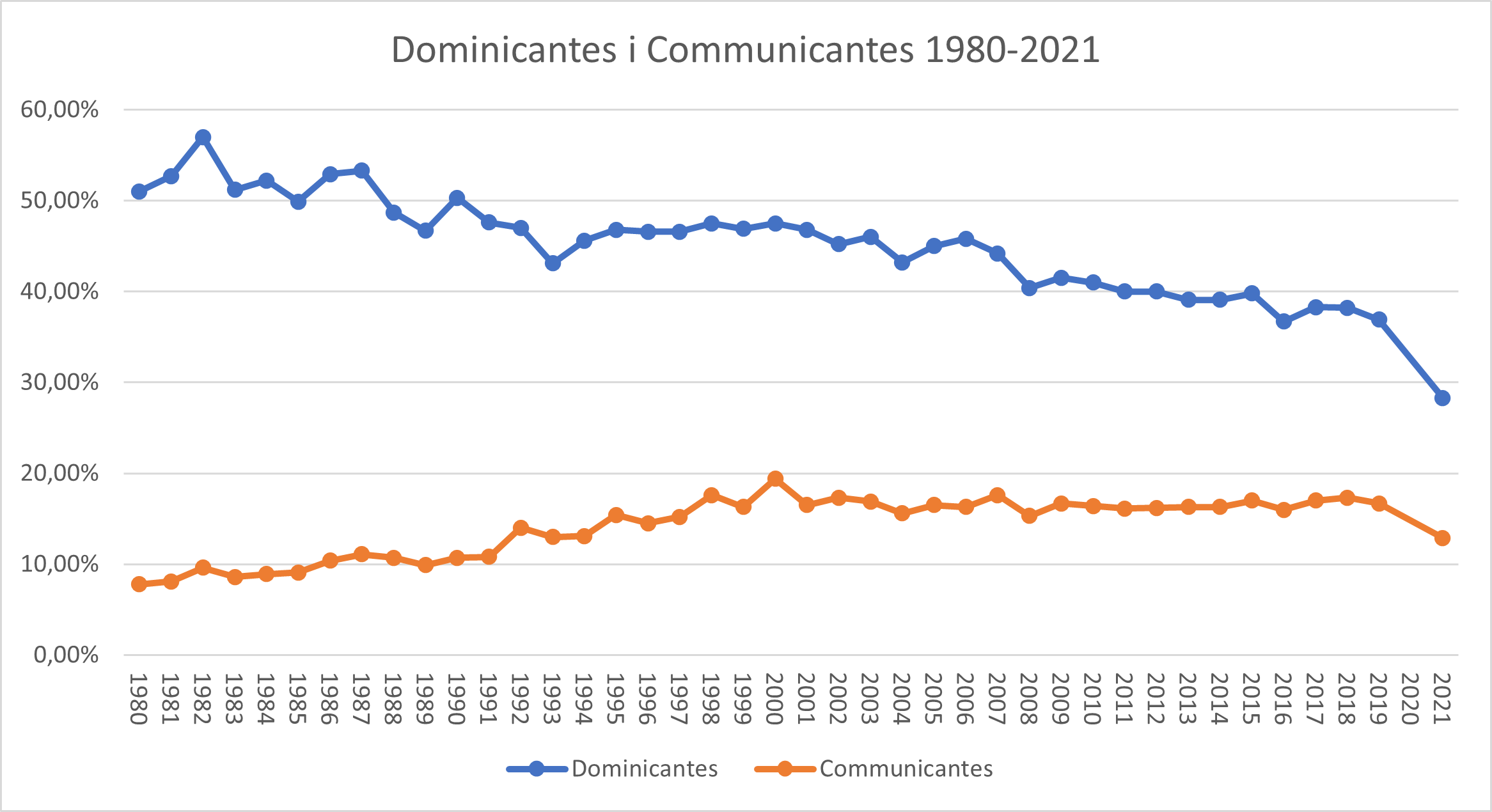
Dominicantes i Communicantes 1980-2021

Na przestrzeni ostatnich lat badania wykazują systematyczną, choć dość powolną, tendencję spadkową dominicantes oraz stabilizację communicantes po ok. dwukrotnym wzroście do końca lat 90. XX w., a także znaczne zróżnicowanie regionalne.

### Dominicantes i communicantes według lat
| Rok  | Dominicantes | Communicantes |
| ---- | ------------ | ------------- |
| 1980 | 51,0%        | 7,8%          |
| 1981 | 52,7%        | 8,1%          |
| 1982 | 57,0%        | 9,6%          |
| 1983 | 51,2%        | 8,6%          |
| 1984 | 52,2%        | 8,9%          |
| 1985 | 49,9%        | 9,1%          |
| 1986 | 52,9%        | 10,4%         |
| 1987 | 53,3%        | 11,1%         |
| 1988 | 48,7%        | 10,7%         |
| 1989 | 46,7%        | 9,9%          |
| 1990 | 50,3%        | 10,7%         |
| 1991 | 47,6%        | 10,8%         |
| 1992 | 47,0%        | 14,0%         |
| 1993 | 43,1%        | 13,0%         |
| 1994 | 45,6%        | 13,1%         |
| 1995 | 46,8%        | 15,4%         |
| 1996 | 46,6%        | 14,5%         |
| 1997 | 46,6%        | 15,2%         |
| 1998 | 47,5%        | 17,6%         |
| 1999 | 46,9%        | 16,3%         |
| 2000 | 47,5%        | 19,4%         |
| 2001 | 46,8%        | 16,5%         |
| 2002 | 45,2%        | 17,3%         |
| 2003 | 46,0%        | 16,9%         |
| 2004 | 43,2%        | 15,6%         |
| 2005 | 45,0%        | 16,5%         |
| 2006 | 45,8%        | 16,3%         |
| 2007 | 44,2%        | 17,6%         |
| 2008 | 40,4%        | 15,3%         |
| 2009 | 41,5%        | 16,7%         |
| 2010 | 41,0%        | 16,4%         |
| 2011 | 40,0%        | 16,1%         |
| 2012 | 40,0%        | 16,2%         |
| 2013 | 39,1%        | 16,3%         |
| 2014 | 39,1%        | 16,3%         |
| 2015 | 39,8%        | 17,0%         |
| 2016 | 36,7%        | 16,0%         |
| 2017 | 38,3%        | 17,0%         |
| 2018 | 38,2%        | 17,3%         |
| 2019 | 36,9%        | 16,7%         |
| 2020 | b/d          | b/d           |
| 2021 | 28,3%        | 12,9%         |
| 2022 | 29,5%        | 13,9%         |
| 2023 | 29,0%        | 14,0%         |

### Dominicantes i communicantes 2023 według diecezji (w%)

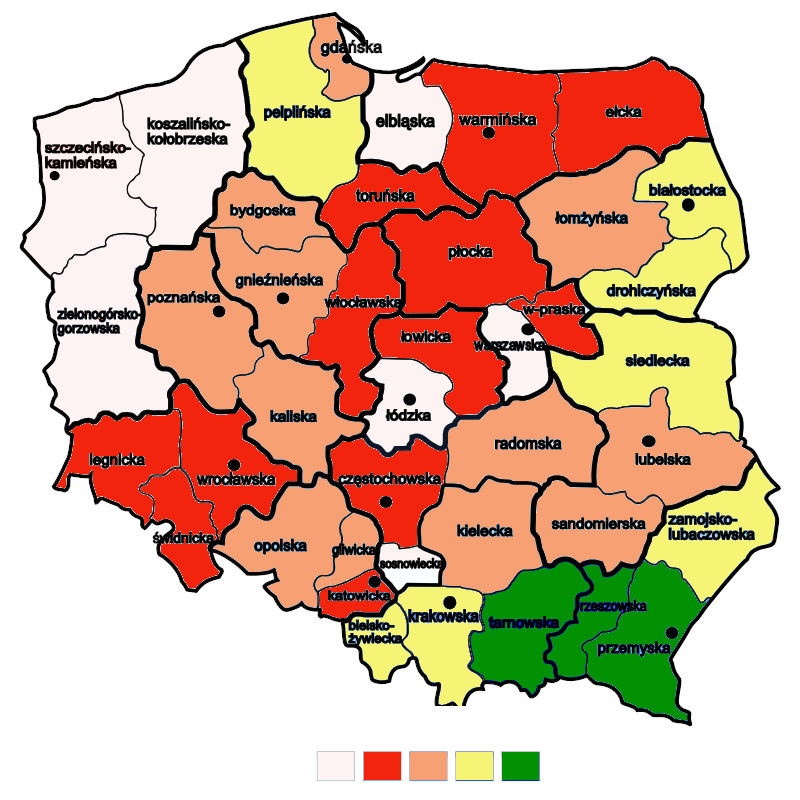
Dominicantes 2021

Communicantes 2014

| Diecezja                | Dominicantes | Dominicantes | Dominicantes | Communicantes | Communicantes | Communicantes | Różnica p.p. 2021 vs 2019 Dominicantes i 2023 vs 2022 | Różnica p.p. 2021 vs 2019 Dominicantes i 2023 vs 2022 |
| Diecezja                | 2021         | 2022         | 2023         | 2021          | 2022          | 2023          | 2021 vs 2019                                          | 2023 vs 2022                                          |
| ----------------------- | ------------ | ------------ | ------------ | ------------- | ------------- | ------------- | ----------------------------------------------------- | ----------------------------------------------------- |
| białostocka             | 37,6         | 38,4         | 36,05        | 19,2          | 20,5          | 20,07         | -8,2                                                  | -2,35                                                 |
| bielsko-żywiecka        | 36,0         | 38,4         | 36,77        | 15,8          | 17,4          | 16,87         | -11,1                                                 | -1,63                                                 |
| bydgoska                | 26,3         | 24,2         | 26,06        | 11,4          | 12,1          | 12,95         | -7,2                                                  | 1,86                                                  |
| częstochowska           | 24,7         | 25,6         | 25,66        | 10,6          | 11,7          | 11,82         | -8,6                                                  | 0,06                                                  |
| drohiczyńska            | 41,0         | 40,3         | 37,59        | 18,6          | 19,3          | 17,82         | -6,7                                                  | -2,71                                                 |
| elbląska                | 19,2         | 20,8         | 21,28        | 9,2           | 9,9           | 10,22         | -7,5                                                  | 0,48                                                  |
| ełcka                   | 23,7         | 25,2         | 23,26        | 12,9          | 13,8          | 13,58         | -8,8                                                  | -1,94                                                 |
| gdańska                 | 26,1         | 25,7         | 25,73        | 13,3          | 13,1          | 13,03         | -8,9                                                  | 0,03                                                  |
| gliwicka                | 26,7         | 27,6         | 28,18        | 13,4          | 13,7          | 14,61         | -9,2                                                  | 0,58                                                  |
| gnieźnieńska            | 26,3         | 28,1         | 27,17        | 11,9          | 13,4          | 12,90         | -9,1                                                  | -0,93                                                 |
| kaliska                 | 31,9         | 32,6         | 31,99        | 14,7          | 15,6          | 15,57         | -10,4                                                 | -0,61                                                 |
| katowicka               | 22,4         | 26,8         | 26,76        | 13,4          | 14,5          | 14,83         | -13,1                                                 | -0,04                                                 |
| kielecka                | 32,1         | 32,1         | 31,78        | 15,1          | 16,0          | 16,30         | -7,7                                                  | -0,32                                                 |
| koszalińsko-kołobrzeska | 17,5         | 18,3         | 18,58        | 8,2           | 8,8           | 9,07          | -6,3                                                  | 0,28                                                  |
| krakowska               | 38,5         | 39,8         | 38,52        | 15,3          | 16,4          | 16,29         | -8,4                                                  | -1,28                                                 |
| legnicka                | 20,9         | 20,4         | 22,27        | 10,1          | 9,8           | 11,26         | -7,2                                                  | 1,87                                                  |
| lubelska                | 28,0         | 30,0         | 27,35        | 14,9          | 16,5          | 15,90         | -9,0                                                  | -2,65                                                 |
| łomżyńska               | 34,9         | 36,5         | 33,81        | 16,3          | 17,6          | 17,90         | -9,8                                                  | -2,69                                                 |
| łowicka                 | 22,2         | 23,6         | 22,58        | 11,1          | 11,8          | 11,97         | -7,8                                                  | -1,02                                                 |
| łódzka                  | 17,2         | 17,6         | 18,78        | 8,8           | 9,1           | 9,72          | -6,4                                                  | 1,18                                                  |
| opolska                 | 33,4         | 34,2         | 33,24        | 16,7          | 17,5          | 17,74         | -8,5                                                  | -0,96                                                 |
| ordynariat polowy       | 23,4         | 24,9         | 26,28        | 11,0          | 11,6          | 13,14         | -10,1                                                 | 1,38                                                  |
| pelplińska              | 36,1         | 38,4         | 34,20        | 16,8          | 18,6          | 18,45         | -10,5                                                 | -2,20                                                 |
| płocka                  | 24,0         | 25,2         | 23,52        | 10,1          | 10,6          | 10,90         | -5,9                                                  | -1,68                                                 |
| poznańska               | 26,2         | 27,2         | 27,34        | 13,2          | 13,5          | 13,96         | -10,4                                                 | 0,14                                                  |
| przemyska               | 46,9         | 48,0         | 49,10        | 14,5          | 17,5          | 16,90         | -11,7                                                 | 1,10                                                  |
| radomska                | 31,7         | 38,2         | 31,37        | 14,2          | 15,1          | 15,04         | -8,3                                                  | -6,83                                                 |
| rzeszowska              | 49,7         | 51,9         | 53,21        | 15,1          | 17,8          | 18,21         | -12,4                                                 | 1,31                                                  |
| sandomierska            | 32,0         | 31,9         | 32,38        | 13,1          | 13,6          | 14,41         | -7,8                                                  | 0,48                                                  |
| siedlecka               | 37,9         | 38,6         | 38,63        | 17,3          | 18,8          | 19,24         | -10,2                                                 | 0,03                                                  |
| sosnowiecka             | 18,0         | 18,7         | 17,87        | 7,7           | 8,7           | 8,46          | -7,3                                                  | -0,83                                                 |
| szczecińsko-kamieńska   | 16,9         | 17,5         | 17,20        | 8,1           | 8,3           | 8,46          | -6,4                                                  | -0,30                                                 |
| świdnicka               | 20,6         | 20,4         | 21,93        | 9,8           | 10,4          | 11,17         | -7,1                                                  | 1,53                                                  |
| tarnowska               | 59,1         | 61,5         | 60,52        | 21,9          | 25,6          | 24,36         | -11,7                                                 | -0,98                                                 |
| toruńska                | 24,6         | 25,4         | 25,23        | 12,0          | 12,1          | 12,70         | -7,3                                                  | -0,17                                                 |
| warmińska               | 20,3         | 20,8         | 20,72        | 9,9           | 9,8           | 10,26         | -6,0                                                  | -0,08                                                 |
| warszawska              | 19,3         | 20,6         | 18,96        | 10,3          | 10,8          | 10,25         | -7,7                                                  | -1,64                                                 |
| warszawsko-praska       | 22,2         | 24,9         | 23,50        | 11,2          | 12,9          | 12,40         | -8,3                                                  | -1,40                                                 |
| włocławska              | 24,6         | 24,6         | 24,91        | 10,7          | 10,9          | 11,77         | -8,3                                                  | 0,31                                                  |
| wrocławska              | 22,5         | 23,6         | 22,57        | 11,0          | 11,6          | 11,41         | -8,1                                                  | -1,03                                                 |
| zamojsko-lubaczowska    | 35,4         | 36,6         | 37,96        | 17,9          | 19,6          | 21,05         | -9,0                                                  | 1,36                                                  |
| zielonogórsko-gorzowska | 18,2         | 19,3         | 18,62        | 8,6           | 9,2           | 9,28          | -8,3                                                  | -0,68                                                 |